# 白水藤属
白水藤属（学名：Pentastelma）是萝藦科下的一个属，为攀援灌木植物。该属仅有白水藤（Pentastelma auritum）一种，分布于中国海南岛。